# Schloss Paretz

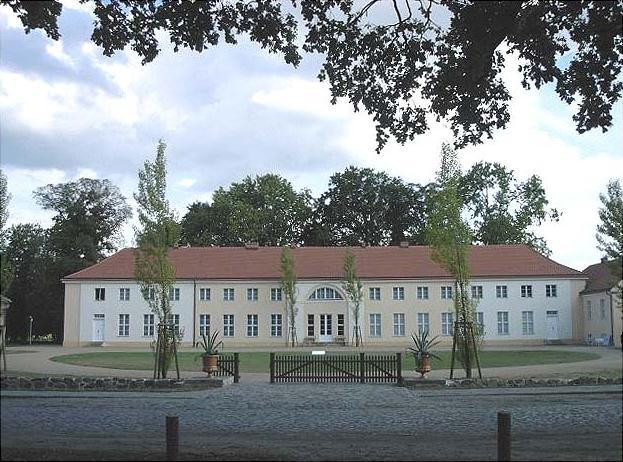
Fachada principal do Schloss Paretz.

O Schloss Paretz é um antigo palácio real da Prússia. Localiza-se na aldeia de Paretz, distrito de Havelland, no estado alemão de Brandemburgo.
No final do século XVIII e início do século XIX, serviu de residência de Verão ao Rei Frederico Guilherme III da Prússia e à sua esposa, a Rainha Luísa de Mecklemburgo-Strelitz, os quais preferiam este palácio a Sanssouci.

## História

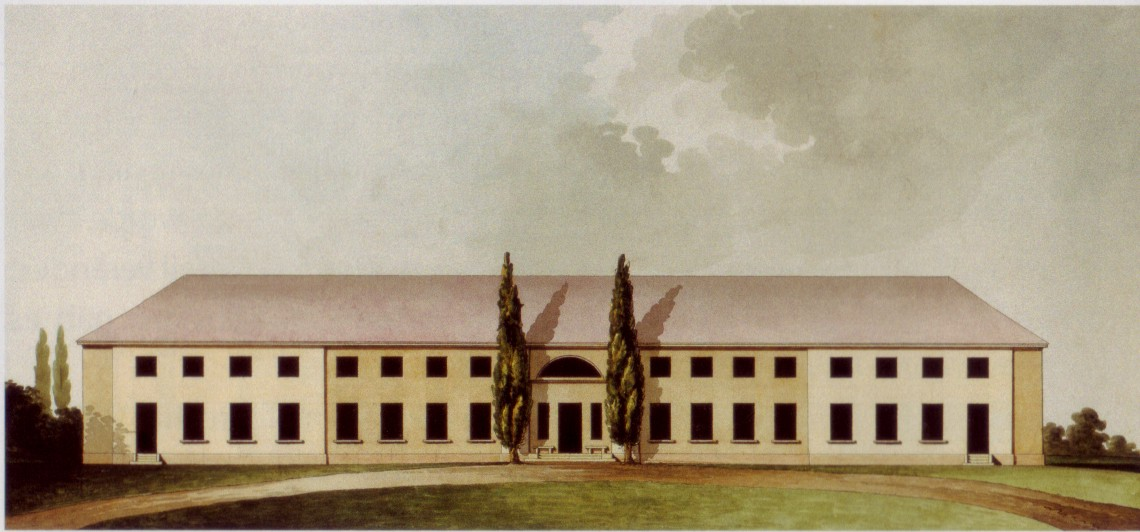
O Schloss Paretz num projecto de 1797.

A herdade de Paretz era, originalmente, propriedade da família von Bredow, tendo sido comprada, em 1677, pelo diplomata brandeburguês Christoph Caspar von Blumenthal. Foi daqui que a sua filha Wilhelmina fugiu com Ernst Christian von Weiler, um homem casado, em 1689. A propriedade foi herdada pelo Conde Hans von Blumenthal, antigo comandante da Garde du Corps, o qual, na sua reforma, desempenhou funções de tutor do Príncipe Real Frederico Guilherme (mais tarde Rei Frederico Guilherme III da Prússia). 
O Príncipe Real teve uma infância triste, mas sempre que se deslocava a Paretz com o seu tutor demonstrava felicidade. Por essa razão, em 1795 comprou a propriedade de Paretz ao filho do seu tutor, o seu antigo companheiro de brincadeiras Conde Heinrich von Blumenthal, pela soma de 80.000 Talers (aproximadamente 120.000 euros a preços de 2005). 

### Antes de 1945

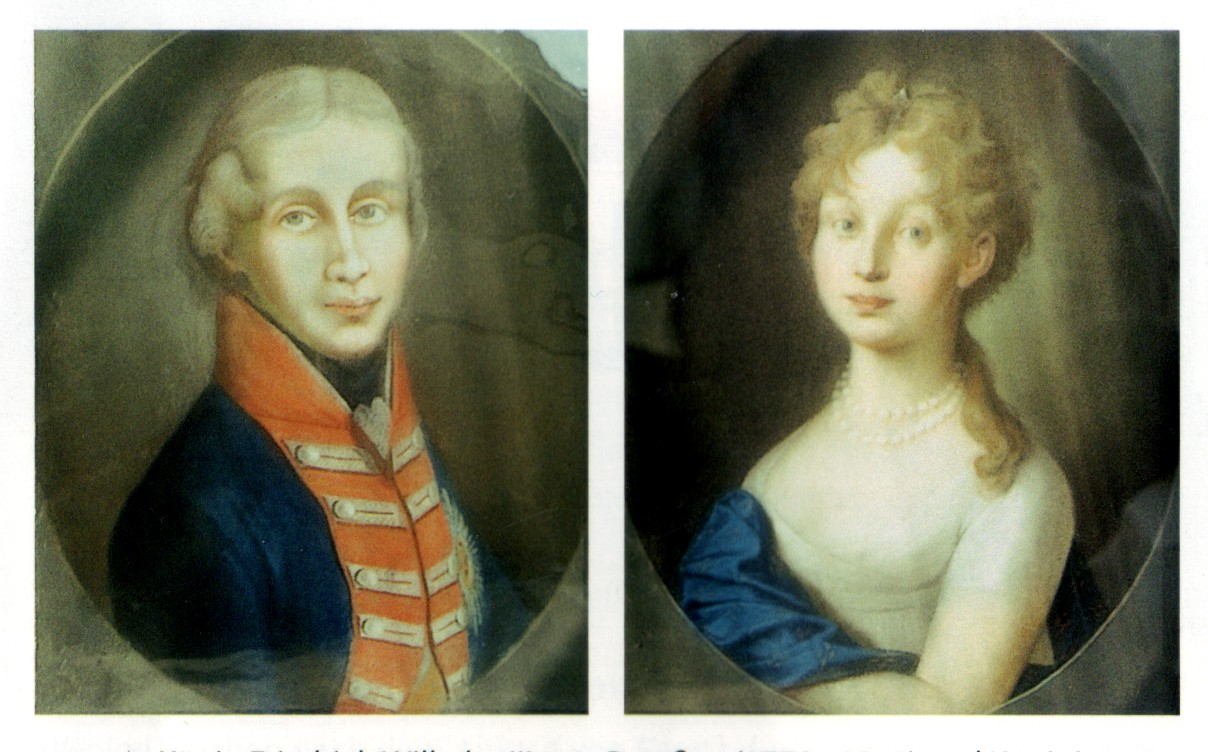
Frederico Guilherme III e Luísa de Mecklemburgo-Strelitz, em 1799.

Quando Frederico Guilherme III comprou a propriedade de Paretz ainda era Príncipe Real, e estava casado havia três anos com Luísa de Mecklemburgo-Strelitz. 
Frederico parecia sempre inibido nas ocasiões oficiais, mostrando poucas capacidades de expressão linguística; já a princesa, pelo contrário, era uma pessoa viva, tendo gozado de uma educação relativamente livre, seguindo as ideias de Rousseau, educação essa transmitida em Darmstadt pela sua avó, depois da morte prematura de sua mãe. Torna-se assim compreensível que ambos, mesmo que por razões diferentes, desejassem possuir um lugar onde pudessem evitar temporariamente as rígidas cerimónias da Corte. Este lugar deveria ser Paretz, uma remota propriedade no Havel, a qual o príncipe já conhecia desde a sua infância. Aqui criou, nos anos que se seguiram a 1797, um refúgio com as qualidades desejadas – acima de tudo, silêncio e simplicidade. O palácio recebeu, dos contemporâneos, o epíteto de "Palácio Calmo na Terra". 

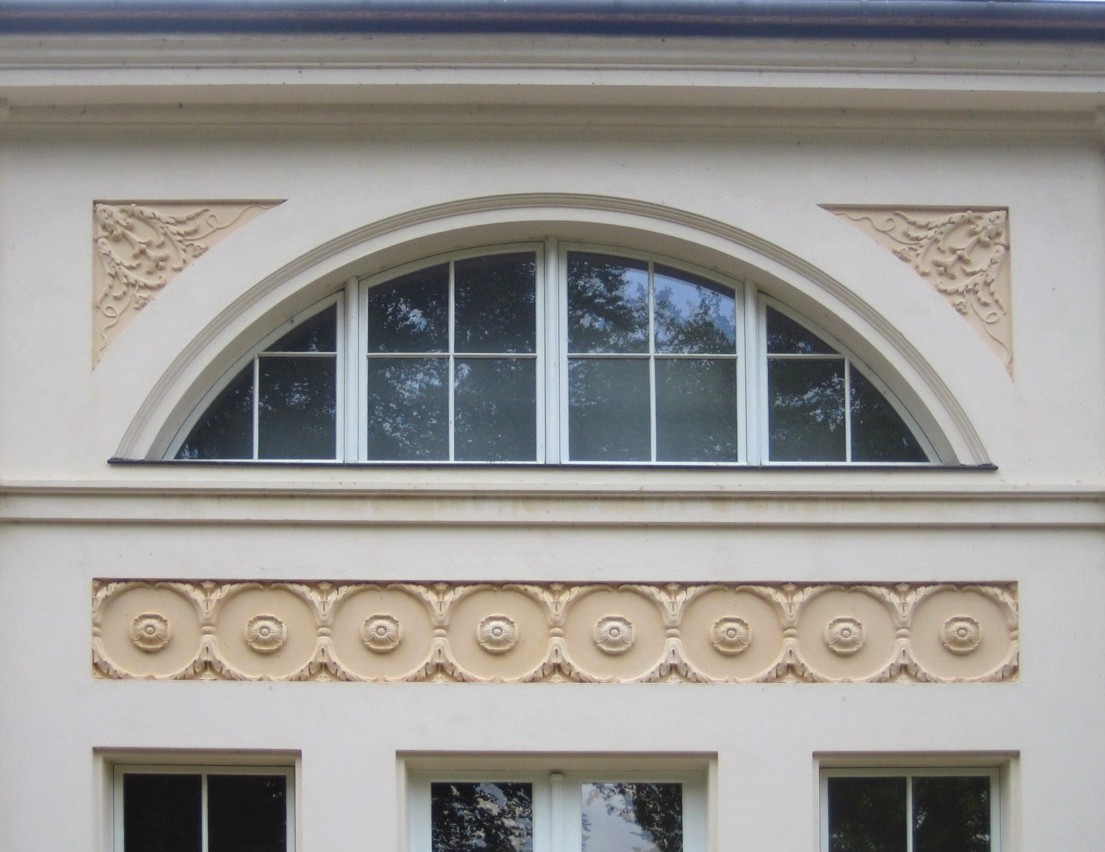
Detalhe do arco sobre a porta da fachada traseira.

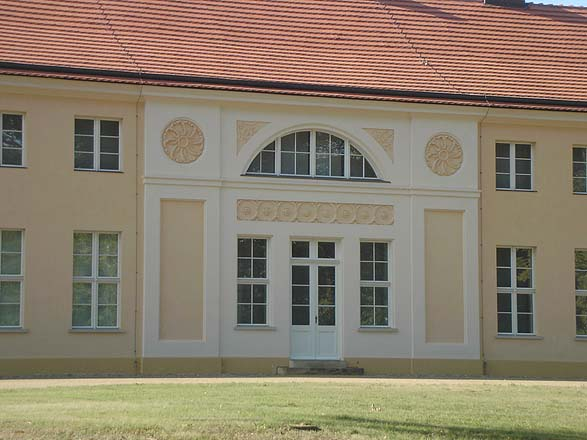
Secção central da fachada principal.

Ainda no ano de 1797, o arquitecto berlinense David Gilly começou a construir, no lugar da antiga casa senhorial do início do século XVIII e usando partes do solo e das paredes desta, um discreto palácio rural no estilo neoclássico inicial. 
A estreita estrutura de 60 metros de comprimento foi relutantemente evidenciada pelo avanço da secção central com janelas de arco, pela cor graduada em tons de branco a castanho amarelado e por dois choupos piramidais dispostos ao lado da antiga entrada principal. Entre os anos de 1797 e 1798, a organização interior do palácio foi concluída, constituindo uma marca do classicismo berlinense inicial. A simplicidade estilística que aparece aqui e em edifícios da nobreza semelhantes foi tomada pela burguesia depois do "período Biedermeier", tendo sido continuada. 
Actualmente, a construção é vista como uma variação prussiana da chamada arquitectura revolucionária, a qual marcou o cruzamento do barroco tardio com o classicismo, especialmente na França. O arquitecto David Gilly foi apoiado pelo seu filho Friedrich, fortemente influenciado pelo desenvolvimento francês. A parte deste último no projecto de Paretz foi estimada, recentemente, como sendo mais elevada do que se pensava até aqui. 
A simplicidade das suas construções não foi apenas um gesto arquitetónico ao estilo da época. Os arquitectos foram resolutamente parados, em Novembro de 1797, pelo seu director, o Rei da Prússia. "Lembre-se sempre que está a construir para um pobre lavrador", terá dito o Príncipe Real ao arquitecto. O monarca queria criar aqui não apenas uma casa de Verão semi-privada, mas também desenvolver um exemplo de contemporaneidade, adicionando uma arquitectura com propósito rural ao seu reino, então, economicamente pouco eficiente. Flanqueando o palácio, foram colocadas dois celeiros, um de cada lado, para alojar animais, formando assim um pátio circular. 

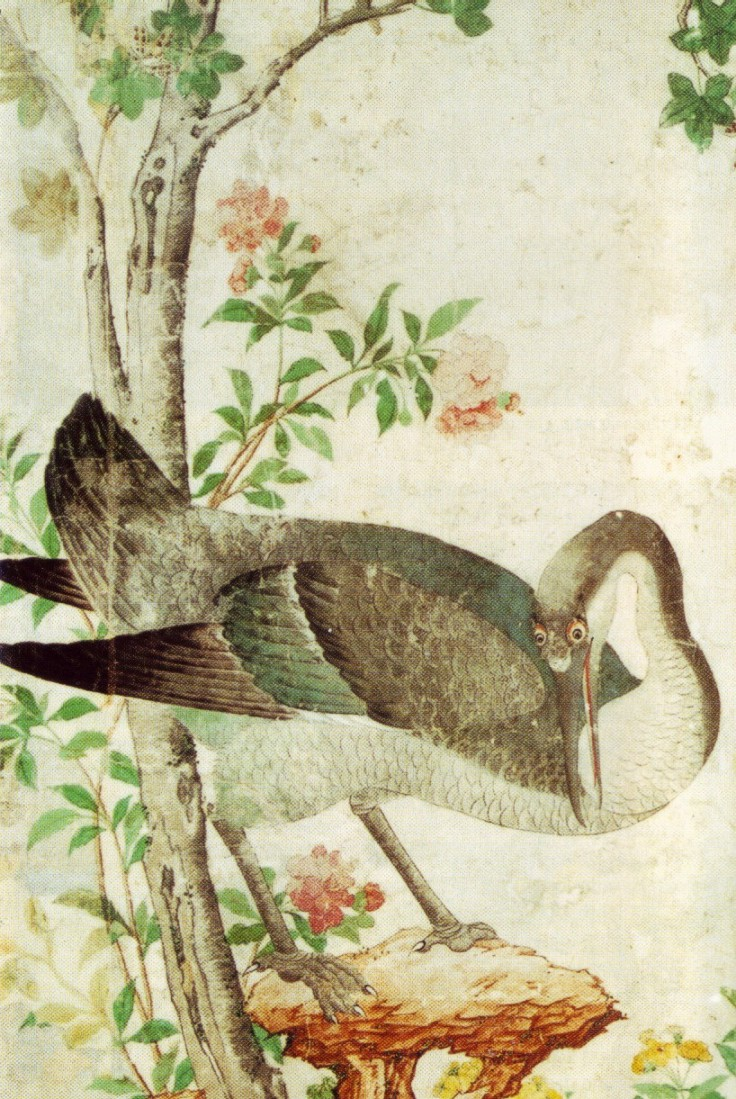
Detalhe do papel de parede da galeria social.

No interior existiam peças de mobiliário formalmente simples com excelente processo de fabrico. As salas de estar Reais foram cobertas por espectaculares e rapidamente famosos papéis de parede pintados e impressos. Algumas representações de animais e plantas foram importadas da China depois da morte de Frederico Guilherme III. No entanto, a maior parte foi produzida nas manufacturas de Berlim, assim como as bordas com séries de motivos, como folhagens e lilás. 
A construção do palácio fazia parte de uma ordem mais extensa. O casal Real mandou reconstruir toda a aldeia de acordo com desenhos de David Gilly. Nas proximidades do palácio nasceu um parque, a igreja medieval recebeu uma nova aparência e foi montada toda uma aldeia de acordo com o modelo inglês. Todas estas medidas foram empreendidas entre 1797 e 1804. No entanto, o estilo uniforme é dificilmente reconhecível na actualidade.
Depois da morte da rainha Luísa, em 1810, o palácio foi mantido sem alterações até 1840. Nesse ano, sete descendentes ainda vivos ordenaram que as salas, pouco modificadas desde o início, deviam permanecer sem ser usadas, servindo apenas a memória dos pais. Esta decisão foi totalmente respeitada pelas gerações seguintes dos Hohenzollern, pelo que o estado original foi conservado, em grande parte, até 1945.

### Depois de 1945

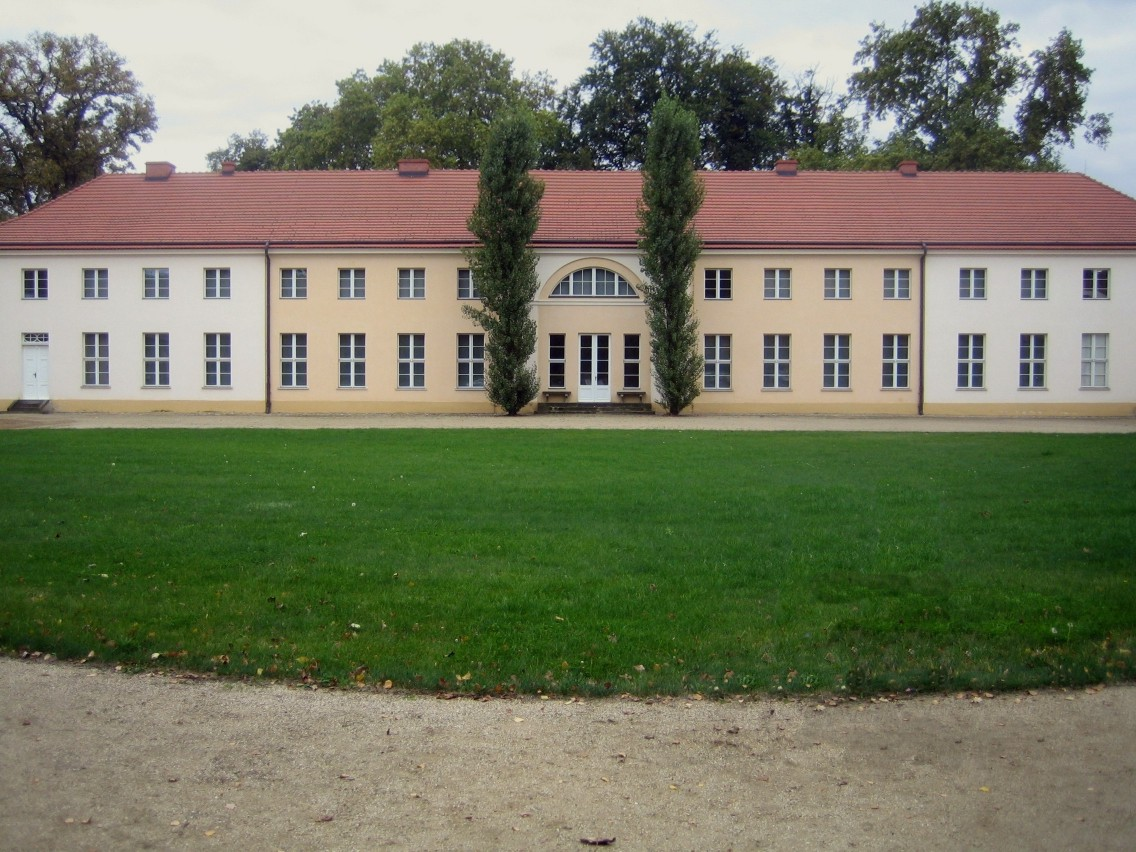
Fachada principal do Schloss Paretz.

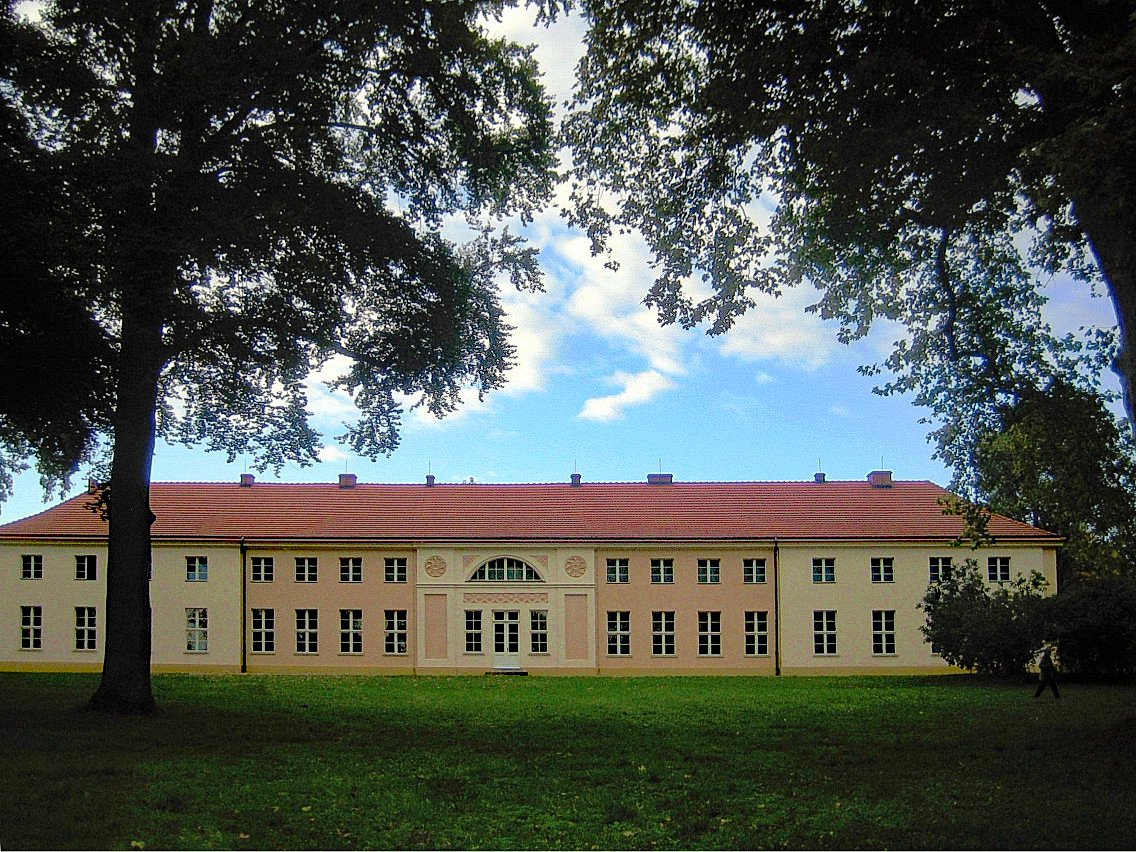
Fachada traseira do Schloss Paretz.

Com o final da Segunda Guerra Mundial, o palácio foi saqueado. Entre 1945 e 1946 o Exército Vermelho tomou conta do edifício, sendo ali albergados refugiados de guerra. De 1948 até cerca de 1960 a Escola Superior de Agricultura Edwin Hoernle usou os edifícios históricos, a que se seguiu o "VVB" (união companhias pecuárias estatais), a mais alta autoridade administrativa da pecuária na RDA. Devido às diferentes reconstruções e cultivos, a aparência histórica perdeu-se. Desapareceram ambos os álamos situados em frente da fachada principal, as janelas arcadas tornaram-se rectangulares, gesso cinzento cobriu a velha versão a cores. O palácio permaneceu com uma aparência de edifício de escola ou de estufa de plantas do início da RDA durante os 50 anos seguintes.
No entanto, o desenvolvimento do palácio foi bem documentado através de pinturas, fotografias e desenhos à escala, entre 1797 e 1945. Depois da reviravolta política de 1989, o palácio passou a ser temporariamente usado pela "Fachhochschule" (Universidade de Ciências Aplicadas) de Potsdam. Os estudantes asseguraram, no âmbito da sua formação, o restauro da substância histórica particular que ainda era possível encontrar - cornijas, perfis e os restos da pintura original. Depois da compra do palácio, em 1996/1997, pelo estado de Brandemburgo, a aparência do edifício pôde ser reconstruída, o que viria a acontecer entre 1999 e 2001 com a ajuda de documentos fidedignos disponíveis. No mesmo período, o interior do edifício foi igualmente restaurado embora, também aqui, alterações arquitectónicas tenham desfigurado o estado original, com o arranjo interior a desaparecer quase completamente. Um apelo ao regresso de peças de mobília e pratos que, supostamente, se encontram nas casas das redondezas, não foi particularmente bem sucedido. Entretanto, os lugares foram novamente ocupados por peças da época de 1800, com painéis de indicação descrevendo completamente, em cada sector, o equipamento original.
O papel de parede historicamente significativo foi parcialmente preservado. Em 1947 haviam sido resgatados por funcionários dos palácios de Potsdam e armazenados no Novo Palácio de Potsdam. No entanto, encontravam-se num estado que não permitia que fossem colocados de novo nas paredes e exibidos. Num projecto de restauro em grande escala, empreendido pela Fundação dos Palácios e Jardins Prussianos de Berlim-Brandemburgo e financiado pela fundação cultural berlinense Cornelsen, foi feito um trabalho de complementação e de estabilização dos altamente sensíveis papéis de parede, frequentemente apenas a partir de fragmentos disponíveis. Este trabalho decorreu entre 1998 e 2001 num total de cinco oficinas especiais. O apoio financeiro de 1,5 milhões de marcos foi ligado com a ideia de colocar o papel de parede nas salas originais (a ordem das peças individuais pôde ser determinada com base em fotos a cores do ano de 1943); esta condição também foi um incentivo essencial para o restauro arquitectónico.